# René Barnoud

a Compétitions nationales et continentales officielles uniquement.

b Matchs officiels uniquement.
Dernière mise à jour le 10 novembre 2021.
René Barnoud né le 18 avril 1912 à Voiron et mort le 26 décembre 2004 à Lyon, est un joueur français de rugby à XV et international français de rugby à XIII.

## Biographie
René Barnoux fait partie de l'effectif de l'équipe 4 du FC Grenoble lors de la saison 1927-1928, équivalent aujourd'hui au cadet.
Il est alors entraîné par le célèbre basque Paul Lamouret.
Il rejoint l'équipe première du club dès la saison 1930-1931 et sera pendant deux saisons l'arrière du FCG.
Pour la saison 1932-1933, il est remplacé au poste de trois-quarts centre.
Il est alors recruté par un club de rugby à XIII, le Lyon XIII avec qui il remporte la coupe de France en 1935 marquant un essai et les quatre transformations pour son équipe.
Cela permet à Lyon de soulever la première Coupe de France de l'histoire avec un trophée offert par Lord Derby et affronte la semaine suivante le 12 mai 1935 le vainqueur de la Coupe d'Angleterre Castleford que ce dernier remporte 24-21 au stade Buffalo.
L'année suivante, il est sélectionné en équipe de France contre l'Angleterre à l'occasion de la coupe d'Europe des Nations.
La France est battu 25-7.

## Carrière en Rugby à XV

### Club
- FC Grenoble

## Carrière en Rugby à XIII

### Club
- US Lyon-Villeurbanne XIII

### Équipe de France
- International (1 sélection) 1936

### Détails en sélection

#### France - Angleterre
(mt : 7 - 15)
Points marqués :
- France : 1 essai de Cougnenc ; 1 but de Rousié ; 1 drop de Rousié.
- Angleterre : 5 essais de Hudson (2), Brough, Herbert et McCue ; 5 buts de Hodgson (5).

Évolution du score : 
Arbitre :  A. Harding (Manchester)
Spectateurs : 25 000
- France : Marius Guiral - Etienne Cougnenc, Georges Caussarieu, François Noguères, René  Barnoud - Max Rousié (o), Joseph Carrère (m) - Charles Petit, Maurice Porra, André Bruzy, Jean Galia (c), Joseph Griffard, Louis Brané - Entraîneur :
- Angleterre : Jim Brough (c) - Barney Hudson, Joe Oliver, Artie Atkinson, Stan Brogden - Ernie Herbert (o), Tommy McCue (m) - Nat Silcock, Tom Armitt, Joe Miller, Martin Hodgson, Jack Arkwright, Harry Beverley - Entraîneur :

## Palmarès
Collectif :

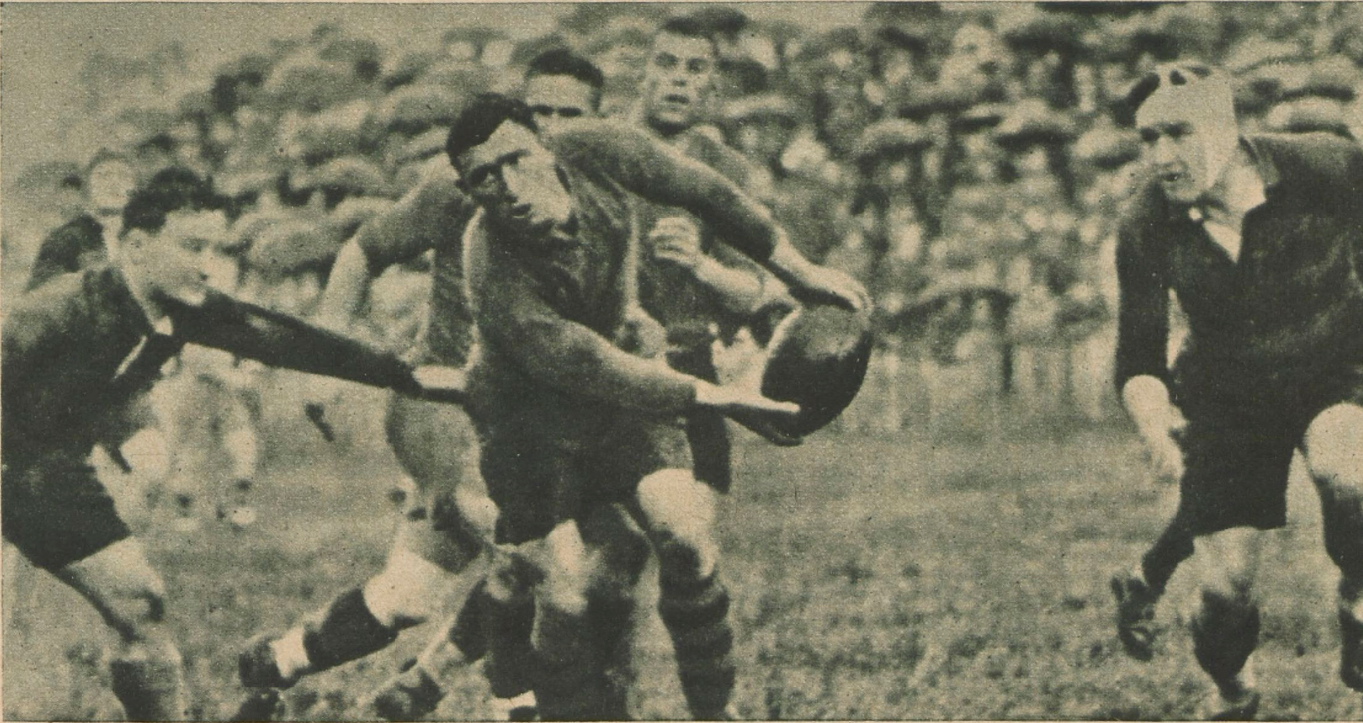
Ouverture du joueur perpignanais Martin Serre, à droite Joseph Griffard lors de la victoire de Lyon en coupe de France 1935.

- Vainqueur de la Coupe de France : 1935 (Lyon-Villeurbanne).